# Віленський Володимир Олексійович
Віленський Володимир Олексійович нар.7 липня 1939, м. Київ — доктор хімічних наук, старший науковий співробітник, професор кафедри хімії природничого факультету Житомирського державного університету імені Івана Франка.

## Біографія
Народився в Києві. Після закінчення 90-ї середньої школи освіту у 1957 р. влаштувався на завод «Київприлад» фрезерувальником. В 1960 р. вступив до Київського державного університету на фізичний факультет за спеціальністю «фізик», який закінчив у 1966 році.
У 1963—1967 рр. працював помічником оператора атомного реактора в Інституті фізики АН УРСР. З серпня 1968 року по травень 2016 року працював в Інституті хімії високомолекулярних сполук НАН України, там же навчався в аспірантурі. У листопаді 1976 року успішно захистив кандидатську дисертацію за спеціальністю «хімія високомолекулярних сполук». У квітні 1992 р. захистив докторську дисертацію за спеціальністю «фізика полімерів».
З січня 2015 по червень 2018 рр. був директором екзаменаційних програм бакалаврів та магістрів зі спеціальності «Технологія переробки полімерів» в Київському національному університеті технологій та дизайну. З лютого 2019 р. — професор кафедри хімії Житомирського державного університету імені Івана Франка.

## Вибрані наукові публікації
Віленський В. О. — автор понад 200 наукових праць, 18 патентів та авторських свідоцтв, 2 наукових посібників.

### Статті
- 1. Vilensky, V. A., & Lipatov, Y. S. (1994). A criterion for microphase separation in segmented polyurethane and polyurethane ureas. Polymer Volume 35, Issue 14, July 1994, Pages 3069-3074
- 2. Kuporev, B. A., Vilenskii, V. A., & Goncharenko, L. A. (2001). Effect of annealing under a constant magnetic field on the dielectric properties of chelate-containing polymers. Polymer science. Series B, 43(3-4), 61-64.
- 3. Vilenskii, V. A., Kercha, Y., Glievaya, G. E., & Ovsyankina, V. A. (2005). The effect of constant magnetic field on the structure and properties of composites based on incompatible polymers. Polymer science. Series A, 47(12), 1281—1289.
- 4. Glievaya, G. E., Vilenskii, V. A., & Goncharenko, L. A. (2008). Modification of polymeric composites with electric and magnetic fields. Russian Journal of Applied Chemistry, 81(7), 1224—1229.lymer, 35(14), 3069-3074.
- 5. Grigoryeva, O. P., Fainleb, A. M., Shumskii, V. F., Vilenskii, V. A., Kozak, N. V., & Babkina, N. V. (2009). The Effect of multi-reprocessing on the structure and characteristics of thermoplastic elastomers based on recycled polymers. Polymer Science Series A, 51(2), 216—225.
- 6. Vilensky, V. O., & Demchenko, V. L. (2010). Effect of constant magnetic field on the structure and properties of composites based on epoxide resin and metals oxides. Journal of Physical Studies, 14(1).
- 7. Demchenko, V. L., Vilens'kyi, V. O., & Shtompel, V. I. (2014). Influence of a constant magnetic field on the structure and thermomechanical and electrophysical properties of systems based on epoxy polymers, metal oxides, and polyaniline. Materials Science, 50(3), 425—430.

### Патенти
- 1. Віленський В. О., Косянчук Л. Ф., Гончаренко Л. А., Ліпатников Ю. М. Спосіб одержання поліуретанів. № патенту 26020, Опубл. 26.02.1999, бюл. № 1
- 2. Віленський В. О., Гончаренко Л. А., Керча Ю. Ю. Полімерна композиція для захисту від рентгенівського випромінювання. № патенту 53663, Опубл. 17.02.2003, бюл. № 2
- 3. Віленський В. О., Гончаренко Л. А., Керча Ю. Ю. Спосіб одержання струмопровідної полімерної композиції. № патенту 53765, Опубл. 17.02.2003, бюл. № 2
- 4. Віленський В. О., Грицай С. І., Гончаренко Л. А., Глієва Г. Є. Склад для запобігання ожеледиці «Антикрига». № патенту 73686, Опубл. 15.08.2005, бюл. № 8
- 5. Грицай С. І., Віленський В. О., Іванов Ю. В. Спосіб одержання забарвленого сипкого мінерального матеріалу. № патенту 78397, Опубл. 15.03.2007, бюл. № 3